# Jacob Nielsen (handelsmand)
 Der er flere personer med dette navn, se Jacob Nielsen.
Jacob Nielsen (født 1768, død 15. december 1822) var en norsk handelsmand, søn af agent Niels Nielsen og far til telegrafdirektør Carsten Tank Nielsen.
Nielsen var yngste barn af 27 eller 28 hel- og halvsøskende. Efter faderens død kom han 1786 til England og blev ved sin hjemkomst 1787 ansat ved Bernt Ankers kontor. I 1799 tog han selv borgerskab som købmand i Kristiania, men beholdt ved siden deraf sin stilling i Ankers store forretning. Efter sin chefs død (1805) blev han administrator for det af denne oprettede fideikommis og erholdt dermed den indflydelsesrigeste stilling i det søndenfjældske Norges handelsverden, hvad navnlig viste sig efter krigens udbrud i 1807. Samme høst blev han og Christian Magnus Falsen sendte til København for at hente en sum penge, der tilhørte den norske Zahlkasse. I 1808 blev Nielsen udnævnt til agent med justitsråds rang. Under statens pengeforlegenhed var Nielsen gerne den, til hvem regeringen vendte sig. Han gjorde staten mange og store tjenester og trådte i et nærmere forhold til prins Frederik af Hessen og til Christian Frederik.
1814-1818 var han den ene af den norske rigsbanks fire direktører og led store tab, da den samlede direktion måtte erstatte den ved kassereren Thranes underslæb forvoldte kassemangel, hvilket meget ærgrede ham og vistnok bidrog til at undergrave hans helbred. I 1814 deltog han i notabelmødet på Ejdsvold 16. februar, hvor det besluttedes at erklære Norges uafhængighed og at sætte sig ud over Kielerfreden; om høsten var han medlem af det første overordentlige Storting. Krigsårene havde bragt de økonomiske forhold stærkt nedad, og det Ankerske fideikommis, der allerede gennem dispositioner, som var nødvendiggjorte ved store krav fra slægtninge af stifteren, var svækket i sin virkeevne, led overmåde under de ugunstige konjunkturer; men Nielsen arbejdede i det længste på at holde det gående. Da indtraf 15. maj 1819 den store ildebrand på Kristianias bordtomter, der ødelagde fideikommissets trælastoplag til en værdi af 70000 speciedaler. I december 1819 måtte det standse sin virksomhed. Nielsen var i sine sidste leveår meget sygelig og døde 1822 på sin ejendom Skansgården ved Kongsvinger. Nielsen ægtede 16. december 1800 Johanne Sophie Christine Berg (født 1777, død 1866), datter af zahlkasserer Niels Berg (død 1798) og Marie Margrethe, født Flor.